# Lipat Varabiev
Lipat Varabiev, född den 8 april 1951 i Crişan, Rumänien, är en rumänsk kanotist.
Han tog bland annat VM-silver i C-1 10000 meter i samband med sprintvärldsmästerskapen i kanotsport 1973 i Tammerfors.